# São Carlos
São Carlos – miasto w południowo-wschodniej Brazylii w stanie São Paulo.
Liczba mieszkańców w 2017 roku wynosiła 254 484.
W mieście rozwinął się przemysł maszynowy, włókienniczy oraz wysokich technologii.
W mieście mają siedzibę kluby piłkarskie Grêmio São-Carlense i São Carlos FC.